# Т-70
Т-70 је био совјетски лаки тенк који се производио од 1942. до 1943. године, као развој тенка Т-60.

## Развој
Без обзира на краткорочни успех постигнут са тенком Т-60 Црвеној армији су биле веома јасне његове слабости. Због тога се у марту 1942. године покреће серијска производња новог лаког тенка под ознаком Т-70 који је представљао боље наоружану и оклопљену верзија његовог претходника Т-60. Прави разлог настанка Т-60 и Т-70 се пре свега налази у искоришћавању производног капацитета малих фабрика које нису биле у стању да производе делове за тенк Т-34 или КВ-1.

## Карактеристике
Главно наоружање тенка чинио је топ ЗиС-19БМ калибра 45 mm у куполи која се била постављена лево у односу на уздужну осу тенка. Производња новог тенка са топом од само 45 mm почетком 1942. године, када су најбројнији немачки тенкови Панцер III и Панцер IV екстензивно модификовани додатним оклопом и топовима већег калибра, била је закаснела што драстично скраћује производни период Т-70.
У односу на претходника оклоп овог тенка је готово удвостручен на 60 mm што му је при ратној употреби дало већу издржљивост на поготке противничких пројектила.
Тело тенка и ходни део су преузети са Т-60, с тим што је Т-70 имао погон на предње точкове. Погонску групу чинила су два камионска мотора ГАЗ-202 од којих је сваки покретао по једну гусеницу. Ово конструкцијско решење није било најбоље, чему сведочи и чињеница да је Т-70 био једва нешто мало бржи од свог претходника Т-60.
Додатни недостатак тенка Т-70 представљала је двочлана посада. Командир тенка био је задужен и за руковање главним наоружањем, због чега није могао у потпуности да се посвети командовању тенком. Због свих уочених недостатака, производња Т-70 обустављена је крајем 1943. године након што је укупно произведено 8.226 возила. После само годину дана од изласка овог тенка с производне траке донета је уредба о покретању развоја и производње његовог наследника под ознаком Т-80 .
Једини ратни задаци које су произведени примерци овог тенка могли да изводе били су извиђачки задаци али су и ову намену изгубили због све већег броја америчких извиђачких возила која су испоручена Црвеној армији у склопу војне помоћи западних савезника.

## Борбена употреба

### Курска битка
Најзначајнија битка у којој су у великом броју учествовали совјетски лаки тенкови Т-70, била је Курска битка. 12. јула 1943. године, на 32 km од села Прохоровка, сукобили су се совјетска 5. гардијска тенковска армија и немачки II и III СС оклопни корпус. У највећој тенковској бици у историји учествовало је 429 немачких и 870 совјетских тенкова, од којих 261 тенк типа Т-70.Иако су совјетски губици у тенковима били знатно већи од немачких, немачки напад је прво заустављен, а затим су совјети прешли у контранапад и преокренули битку у своју корист. Током ове битке уништен је велики број тенкова Т-70 (према ратном дневнику немачке 1. СС оклопне дивизије, њен 2. оклопни пук је током трочасовне борбе уништио 62 совјетска тенка Т-70 и Т-34).

### У немачким рукама
Од 1943. године већи број заробљених совјетских лаких тенкова Т-70 коришћен је од стране немачких јединица. Најчешће је коришћен као артиљеријски трактор за вучу противоклопне артиљерије и тада је са њега скидана купола. Међутим, због бољег оклопа и јачег главног наоружања Немци су га користили и за његову основну намену, као лаки извиђачки тенк.
Немачка 82. пешадијска дивизија оформила је своју тенковску јединицу опремљену заробљеним совјетским тенковима Т-70 и Т-34, а најмање један тенк овог типа налазио се и у наоружању немачке 98. пешадијске дивизије.